# Баттерз, Джулия
Джулия Баттерз (англ. Julia Butters; род. 15 апреля 2009, Лос-Анджелес, США) — американская актриса кино и телевидения. Известна в первую очередь по роли Труди Фрейзер в фильме Квентина Тарантино «Однажды в Голливуде» (2019).

## Биография
Джулия Баттерз родилась в Лос-Анджелесе в 2009 году. Её отец, Даррин Баттерз, — мультипликатор в студии Уолта Диснея. Карьеру актрисы Джулия начала в возрасте двух лет с рекламных роликов (2011), а в семь лет получила первую говорящую роль в одном из эпизодов сериала «Мыслить как преступник» (2014). Позже она начала сниматься в сериалах «Очевидное» и «Американская домохозяйка». Квентин Тарантино, увидев Баттерз в одном из этих шоу, предложил ей роль не по годам развитой голливудской актрисы Труди Фрейзер в своём фильме «Однажды в Голливуде», который вышел на экраны в 2019 году. Эта роль принесла Джулии широкую известность, признание критиков и номинацию на третью премию Ассоциации кинокритиков Голливуда в номинации «Лучший актёр или актриса не старше 23 лет».
Чтобы максимально использовать открывающиеся перед ней возможности, Баттерз ушла из «Американской домохозяйки» после четырёх сезонов. В 2020 году она получила роль в блокбастере Netflix «Серый человек», в 2021 — в фильме Стивена Спилберга «Фабельманы», в 2022 — в фильме «Королева костей».

## Фильмография
| Год       |     | Русское название                           | Оригинальное название                      | Роль            |
| --------- | --- | ------------------------------------------ | ------------------------------------------ | --------------- |
| 2014      | с   | Мыслить как преступник                     | Criminal Minds                             | Габби Хоффер    |
| 2015—2016 | с   | Лучшие друзья навсегда                     | Best Friends Whenever                      | юная Сид Рипли  |
| 2015      | кор | Ржавый                                     | The Rusted                                 | Пайпер          |
| 2015—2016 | с   | Очевидное                                  | Transparent                                | Элла            |
| 2016      | ф   | 13 часов: Тайные солдаты Бенгази           | 13 Hours: The Secret Soldiers of Benghazi  | Беверли Сильва  |
| 2016      | ф   | Срок жизни                                 | Term Life                                  | юная Кейт       |
| 2016      | с   | Кикс: Команда мечты                        | The Kicks                                  | Эшли            |
| 2016      | ф   | Охотник с Уолл-стрит                       | A Family Man                               | Лорен           |
| 2016      | тф  | Приятели                                   | Pals                                       | Джулия          |
| 2016—2020 | с   | Американская домохозяйка                   | American Housewife                         | Анна-Кэт Отто   |
| 2019      | ф   | Однажды в Голливуде                        | Once Upon a Time in Hollywood              | Труди Фрейзер   |
| 2020      | мс  | Короткое замыкание                         | Short Circuit                              | девочка         |
| 2021      | с   | Я думаю, вам стоит уйти с Тимом Робинсоном | I Think You Should Leave with Tim Robinson | Тоби            |
| 2021      | мс  | Время приключений: Далёкие земли           | Adventure Time: Distant Lands              | Ларри           |
| 2022      | ф   | Серый человек                              | The Gray Man                               | Клэр            |
| 2022      | ф   | Фабельманы                                 | The Fabelmans                              | Реджи Фабельман |
| 2023      | ф   | Королева костей                            | Queen of Bones                             | Лили            |
| 2024      | мс  | Монстры за работой                         | Monsters at Work                           | Лорелея         |
| 2025      | ф   | Чумовая пятница 2                          | Freakier Friday                            | Харпер Коулман  |

## Награды и номинации
| Год  | Премия                                                      | Категория                           | Номинация за        | Результат | Примечания |
| ---- | ----------------------------------------------------------- | ----------------------------------- | ------------------- | --------- | ---------- |
| 2019 | Премия «Ассоциации кинокритиков Чикаго»                     | Самый многообещающий исполнитель    | Однажды в Голливуде | Номинация | [ 12 ]     |
| 2019 | Премия «Общества кинокритиков Лас-Вегаса»                   | Молодежь в кино - Женщина           | Однажды в Голливуде | Победа    | [ 13 ]     |
| 2019 | Премия «Общества кинокритиков Сан-Диего»                    | Выдающийся актриса                  | Однажды в Голливуде | Номинация | [ 14 ]     |
| 2019 | Премия «Общества кинокритиков Сиэтла»                       | Лучшее молодежное выступление       | Однажды в Голливуде | Номинация | [ 15 ]     |
| 2019 | Премия «Ассоциации кинокритиков Вашингтона, округ Колумбия» | Лучшее молодежное выступление       | Однажды в Голливуде | Номинация | [ 16 ]     |
| 2020 | Премия «Выбор критиков»                                     | Лучший молодой актер/актриса        | Однажды в Голливуде | Номинация | [ 17 ]     |
| 2020 | Премия «Голливудского творческого союза»                    | Лучшая актриса в возрасте до 23 лет | Однажды в Голливуде | Номинация | [ 18 ]     |
| 2020 | Премия «Ассоциации кинокритиков музыкального города»        | Лучшая молодая актриса              | Однажды в Голливуде | Номинация | [ 19 ]     |
| 2020 | Премия «Ассоциации онлайн-кино и телевидения»               | Лучшее молодежное выступление       | Однажды в Голливуде | Номинация | [ 20 ]     |
| 2023 | Премия «Ассоциации кинокритиков музыкального города»        | Лучшая молодая актриса              | Фабельманы          | Номинация | [ 21 ]     |